# شبرابيل
شبرابيل الكنانية إحدى قرى مركز السنطة التابع لمحافظة الغربية بجمهورية مصر العربية.

## التاريخ
قرية شبرابيل من القرى القديمة، حيث وردت باسم «شبرا بين من التطاويه» في أعمال السمنودية ضمن قرى الروك الصلاحي التي أحصاها ابن مماتي في كتاب قوانين الدواوين، كما وردت باسم «شبرى بين القبلية» في أعمال الغربية ضمن قرى الروك الناصري التي أحصاها ابن الجيعان في كتاب «التحفة السنية بأسماء البلاد المصرية». وفي العصر العثماني وردت باسم «شبرا بيل الكنانيه» وهي «شبرا بيل القبليه» في التربيع العثماني الذي أجراه الوالي العثماني سليمان باشا الخادم في عصر السلطان العثماني سليمان القانوني ضمن قرى ولاية الغربية، وفي تاريخ 1228هـ/1813م الذي عدّ قرى مصر بعد المسح الذي قام به محمد علي باشا باسم «شبرا بيل الكنانية» ضمن قرى مديرية الغربية. ثم حذفت كلمة الكنانية من الاسم منذ تعداد 2006.

## السكان
بلغ عدد سكان شبرابيل الكنانية 11,923 نسمة حسب تقدير عام 2018.
| السنة  | 1882 | 1897 | 1907 | 1927 | 1947 | 1960 | 1976 | 1986 | 1996 | 2006  | 2018   |
| ------ | ---- | ---- | ---- | ---- | ---- | ---- | ---- | ---- | ---- | ----- | ------ |
| القرية | 1463 | 2082 | 2346 | 2615 | 2610 | 3294 | 4373 | 5865 | 7498 | 8,720 | 11,923 |